# Matthieu Paley
Pour les articles homonymes, voir Paley (homonymie).
Matthieu Paley, né le 18 mai 1973 à Rouen, est un photographe français. 
Globe-trotter, il vit pendant vingt ans en Asie (Hong-Kong, Pakistan, Turquie), puis en 2018, il s’installe au Portugal avec sa femme et ses deux fils Iluka et Timoté.
Il s’intéresse au thème de l’isolement dans des zones géo-politiquement sensibles. Ses reportages l’ont conduit partout dans le monde, du Pakistan au Pamir Afghan, de la Mongolie au Bhoutan, jusqu’à Nauru, une île perdue du Pacifique.

## Biographie

### Jeunesse et débuts
Diplômé du baccalauréat à 18 ans, il part pour les États-Unis, au Massachusetts, où il vit pendant une année dans une famille d'accueil via AFS.
De retour en France à l'Université du Havre, il apprend le coréen et obtient un diplôme de commerce avec l'Asie. Après un stage de formation à Jakarta, il change de cap et s'inscrit à la Parson School (New York), où il étudie la photographie.
En 1999, il part pour une première expédition de 3 mois dans l'ouest de la Mongolie. Matthieu Paley y expérimente la photographie. Le livre Mongolie, la route de l'horizon publié en 2010 témoigne avec poésie de ce voyage initiatique.
En 2000, à la fin de ses études de photographie, ils s'installent dans les montagnes du nord du Pakistan à Skardu, apprennent l'ourdou et travaillent pour la fondation de l'Aga Khan sur différents médias concernant l'éducation, le tourisme et l'agriculture. Ensuite ils s’intéressent au massif du Pamir, dans sa partie afghane et tadjike.
En 2002, Matthieu Paley s'installe à Hong Kong et lance définitivement sa carrière de photographe professionnel.

### Photographie
Passionné de longue date par les régions montagneuses d’Asie centrale (Hindou Kouch, Karakorum, Pamir), c’est en explorant avec sa femme Mareile en 2001 une ancienne branche de la route de la soie entre le nord du Pakistan et la frontière afghane, qu’il tombe par hasard sur la caravane de yacks d’une communauté kirghize isolée dans le corridor du Wakhan.
Découvrant l’histoire méconnue de ce peuple oublié de l’histoire, il va témoigner pendant plus de 10 ans de leur condition de vie très rude et de leur isolement aux confins de l’Afghanistan. Il est le premier photographe à se rendre au Pamir en hiver depuis l’expédition de Roland et Sabrina Michaud durant l’hiver 1970-1971, et le seul étranger à y être retourné à trois reprises en hiver. 
C’est en 2011-2012 qu’il partira pour la première fois en reportage au Pamir afghan pour National Geographic US. Un premier portfolio sera publié par le magazine en février 2013 et suivra Pamir, oubliés sur le toit du monde.
Depuis, il n’a cessé de réaliser des reportages pour ce magazine sur des sujets au long cours toujours liés à l’homme, à son adaptation à l’environnement, son alimentation et ses grandes migrations.
En 2015, Matthieu Paley a notamment participé au projet « The Evolution of Diet » pour National Geographic. Il est parti sur les traces de 7 communautés auto-suffisantes afin de témoigner de leurs régimes alimentaires anciens. En suivra une publication dans le magazine ainsi qu’un ouvrage bilingue Man&Food édité par 180°C en France.
En 2017, il rejoint l’écrivain et explorateur Paul Salopek et l’accompagne plusieurs semaines au Karakoram dans sa marche « Out of Eden » sur les traces de la grande migration de l’humanité. 
Depuis 2018, Matthieu Paley s’intéresse plus particulièrement à la problématique de la pollution de l’air et à la gestion des déchets plastique en Asie. Il a déjà réalisé deux reportages pour National Geographic sur cette thématique. L’un à New Delhi en Inde en 2016 et l’autre à Oulan-Bator en Mongolie en 2018.
Matthieu Paley a reçu de nombreux prix photo, dont le World Press 2017 et une récompense au Photographer of the Year International en 2016.
En 2014, il est le Lauréat du Prix photo du Muséum national d'histoire naturelle de Paris pour son travail sur les Hadzas de Tanzanie, un des derniers peuples de chasseurs-cueilleurs d’Afrique.
En 2011, il reçoit le prix du Festival de photographie de mer de Vannes pour son travail sur l’île de Nauru.
Il a participé à de nombreux festivals de photographie : Visa pour l’image à Perpignan, le festival de La Gacilly, le Grand Bivouac d’Albertville, le Vancouver Mountain Festival au Canada et le festival de photo de mer de Vannes.
Ses images ont été publiées dans de nombreux journaux en France et à l’étranger : New York Times, Geo, National Geographic, Vogue, Newsweek, Time, Le Figaro, Paris Match, etc.

## Publications

### Prix
- 2017 : primé au World Press Photo Contest[8] Catégorie Daily Life - Singles
- 2016 : récompensé au Photographer of the Year International[9].
- 2014 : lauréat de la bourse professionnelle du Muséum National d'histoire Naturelle de Paris pour son travail sur les Hazdas de Tanzanie[10].
- 2011 : lauréat de la bourse professionnelle du Festival Photo de mer pour son projet sur Nauru, La plus petite république du monde
- 2009 : lauréat du prix Mountain Culture à the Mountain Culture and Environment Photography competition of the Banff Center
- 2009 : mention Honorable, à Editorial Photographic Series, New York Photo Festival
- 2009 : couverture et sélectionné pour la PDN 30 under 30 récompense
- 2009 : récompense Excellence in Photography, Society of Publishers in Asia (Sopa)
- 2005 : récompense PATA, Gold Award Winner[11]
- 2002 : lauréat du Best Landscape at the Banff Mountain Photography Competition, Canada

### Expositions
- 2016 : Les Hadzas, exposition au Museum National d'Histoire Naturelle[12] Paris - France
- 2013 : National Geographic: Then and Now, expositions groupées à the Chris Beetle Fine Photography Gallery[13] à Londres - Grande Bretagne
- 2012 : Oubliés sur le Toit du Monde[14], exposition à  l'Institut Française, Istanbul - Turquie
- 2012 : Whispers of a Fairytale World, exposition à Linart Gallery[15], Istanbul - Turquie
- 2011 : Afghanistan: crossroads of the Ancient world, au Museum d'Ethnographie (Etnografiska Museet[16]) à Stockholm, Suède
- 2011 : Journeys Across Mongolia, exposition au Picture This Gallery[17] à Hong Kong - Chine
- 2011 : Afghanistan: Crossroads of the Ancient World, au British Museum[18], Londres - Grande Bretagne
- 2011 : Nauru, d'un extrême à l'autre, exposition au Festival Photo de Mer, Vannes - France
- 2010 : An Ethereal World, exposition au Picture This Gallery, Hong Kong - Chine
- 2010 : Exposition au French May Art festival [19]in Hong Kong - Chine
- 2010 : Forgotten on the Roof of the World, sélection officielle au MountainFilm festival[20] Mountainfilm à Telluride, Colorado - USA
- 2009 : Forgotten on the Roof of the World, exposition au Visa Pour l'Image[21], Perpignan - France
- 2009 : Forgotten on the Roof of the World, exposition à la septième édition de People and Nature photo festival[22] à la Gacilly, France.
- 2006 : Letters to the Pamir, exposition Visa Pour l'Image, Perpignan - France